# Tom Goyvaerts
Tom Goyvaerts (Antwerpen, 20 maart 1984) is een Belgisch atleet, die zich heeft gespecialiseerd in het onderdeel speerwerpen. Hij werd vijfmaal Belgisch kampioen op dit onderdeel.

## Biografie
De in Brecht woonachtige Vlaming doet al sinds 1996 aan atletiek. Aanvankelijk aangesloten bij Olse Merksem is hij tegenwoordig lid van Brabo, waar hij wordt getraind door Patrick Bosschaert. In zijn juniortijd behaalde hij diverse jeugdtitels, alvorens hij bij de senioren voor de eerste maal in 2007 de Belgische titel veroverde.
Zijn eerste ervaring op een groot internationaal toernooi deed Tom Goyvaerts op in 2003, toen hij deelnam aan de Europese jeugdkampioenschappen in het Finse Tampere. Hij werd er negende met een worp van 64,73 m. Inmiddels was hij prestatief enorm gegroeid en leverde hij in 2008 bij een wedstrijd in Zeeuws-Vlaanderen Hulst met een worp van 79,65 zijn beste prestatie ooit tot dan toe af. De verwachting was dan ook gerechtvaardigd, dat hij in 2009 de 80 metergrens zal passeren.
Reeds op 23 mei 2009 gaf Goyvaerts er vervolgens blijk van, dat die verwachting geen luchtkasteel was geweest. Bij een wedstrijd in het Duitse Halle wierp hij de speer bij zijn eerste poging naar 80,85, niet alleen een nieuw PR, maar tevens ruim één meter verder dan de voor deelname aan de wereldkampioenschappen in Berlijn in augustus vereiste limietprestatie. Bijna een maand later deed hij het nog beter: in Ostrava slingerde hij de speer zelfs naar 82,25. Het bleek voor dat jaar zijn top, want op de WK in Berlijn kwam hij met 77,37 een kleine anderhalve meter tekort om zich te kwalificeren voor de finale.
Goyvaerts is sinds 1 november 2007 profatleet bij Atletiek Vlaanderen.

## Belgische kampioenschappen
| Onderdeel   | Jaar                         |
| ----------- | ---------------------------- |
| speerwerpen | 2007, 2008, 2010, 2011, 2012 |

## Persoonlijk record
| Onderdeel   | Prestatie | Datum        | Plaats  |
| ----------- | --------- | ------------ | ------- |
| speerwerpen | 82,25 m   | 17 juni 2009 | Ostrava |

## Palmares

### speerwerpen
- 2003: 9e EJK - 64,73 m
- 2007:  Papendal Games - 73,50 m
- 2007:  BK AC - 75,20 m
- 2008:  BK AC - 76,02 m
- 2008: 8e Memorial Van Damme - 75,81 m
- 2008: 6e Wereldatletiekfinale - 73,47 m
- 2009:  BK AC - 78,36 m
- 2009: 10e in kwal. WK - 77,37 m
- 2009: 8e Memorial Van Damme - 76,32 m
- 2010:  BK AC - 75,07 m
- 2011:  BK AC - 74,46 m
- 2012: 5e European Cup Winter Throwing - 75,52 m
- 2012:  Ter Specke Bokaal te Lisse - 76,05 m
- 2012:  Meeting de Rabat - 78,88 m
- 2012:  BK AC - 74,05 m
- 2013:  BK AC - 69,10 m
- 2014:  BK AC - 65,76 m